# Katarina Visconti
Katarina Visconti, född 1361, död 17 oktober 1404, var en hertiginna av Milano, gift med Milanos hertig Gian Galeazzo Visconti. Hon var Milanos regent 1402–1404 som förmyndare för sin son. 
Hon var dotter till Bernabo Visconti, herre av Milano, och Beatrice Regina della Scala. Ett äktenskap föreslogs 1379 med kung Richard II av England, men hon blev i stället vigd vid sin kusin Gian Galeazzo Visconti år 1380. 
Hennes make efterträdde hennes far som herre av Milano och blev 1395 hertig, vilket gjorde henne till den första hertiginnan av Milano. Maken gav henne staden Monza som förläning, och utnämndes till regerande dam över staden Vicenza. 
Vid makens död 1402 blev hon förmyndare och regent för sin omyndige son. Hennes regeringstid tvingades möta svåra strider där makens legitima och illegitima arvingar stred om land och makt. Hennes regering försvarades av greve Francesco Barbavara av Valsesia och utmanades av Facino Cane. Cane segrade och övertygade hennes son om att hon var skyldig till förräderi. 
Hon arresterades därför på sin sons order 18 augusti 1404, något som därmed avslutade hennes regering, och fängslades på sitt slott Monza, där hon avled i vad som troddes vara förgiftning.